# Tommaso Saverio Caravita
Tommaso Saverio Caravita (Napoli, 1678 – Napoli, 1744) è stato un giurista italiano.
Consigliere del Sacro Regio Consiglio dal 1715, scrisse delle Instutiones criminales (1740).